# Hidayät Heydärov
Hidayät Minayät oğlu Heydärov (azerbajdzjanska: Hidayət Minayət oğlu Heydərov), född 27 juli 1997, är en azerisk judoutövare. Han har tagit ett OS-guld (2024), ett VM-guld (2024) samt fyra EM-guld (2017, 2022–2024).

## Karriär
Vid olympiska sommarspelen 2024 i Paris tog Heydärov guld i 73 kg-klassen efter att ha besegrat franske Joan-Benjamin Gaba i finalen.